# 여주 (식물)
여주(문화어: 유자, 영어: momordica charantia)는 박과에 딸린 한해살이풀, 또는 그 열매를 말한다. 서구에서는 비터 멜론(영어: bitter melon, bitter gourd, bitter squash)이라 부르고, 중국에서는 고과(苦瓜)라고 한다.
열대 아시아 원산이며 관상용으로 심어 기른다. 줄기는 덩굴손으로 물체를 감으며 잎은 5~7개로 크게 갈라진다. 덩굴손과 잎이 마주난다. 7~8월에 피는 꽃은 잎겨드랑이에서 하나씩 달리는데 노란색이다. 열매가 특이한데, 길이 7~9 센티미터 정도 되는 길둥근 모양으로 조그만 혹 모양 돌기가 열매 가득 돋아 있으며 익으면 갈라져 붉은색 육질에 싸여 있는 씨가 드러난다. 꽃말은 '열정'이다.

## 사진

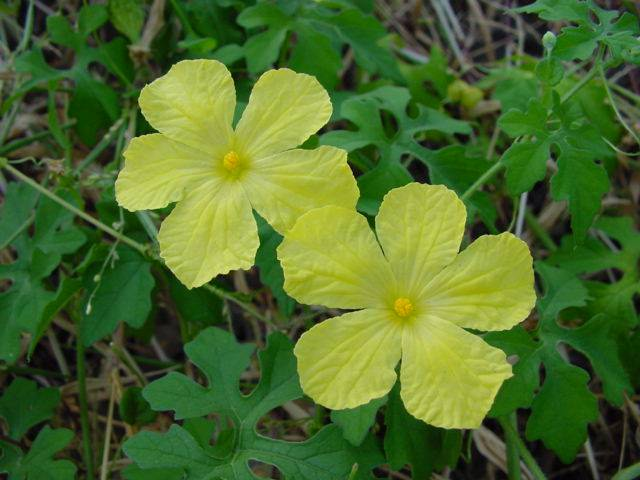
꽃
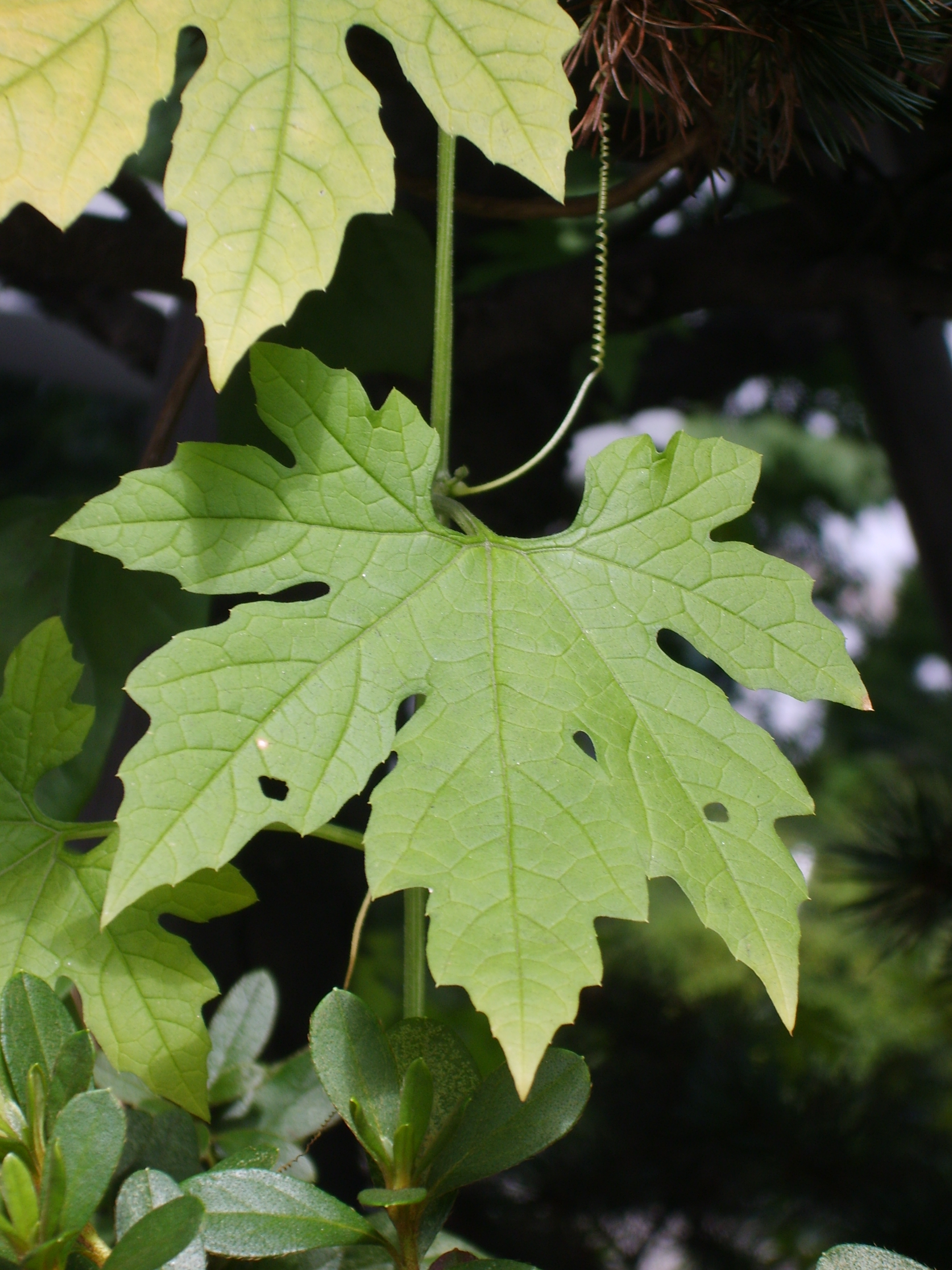
잎
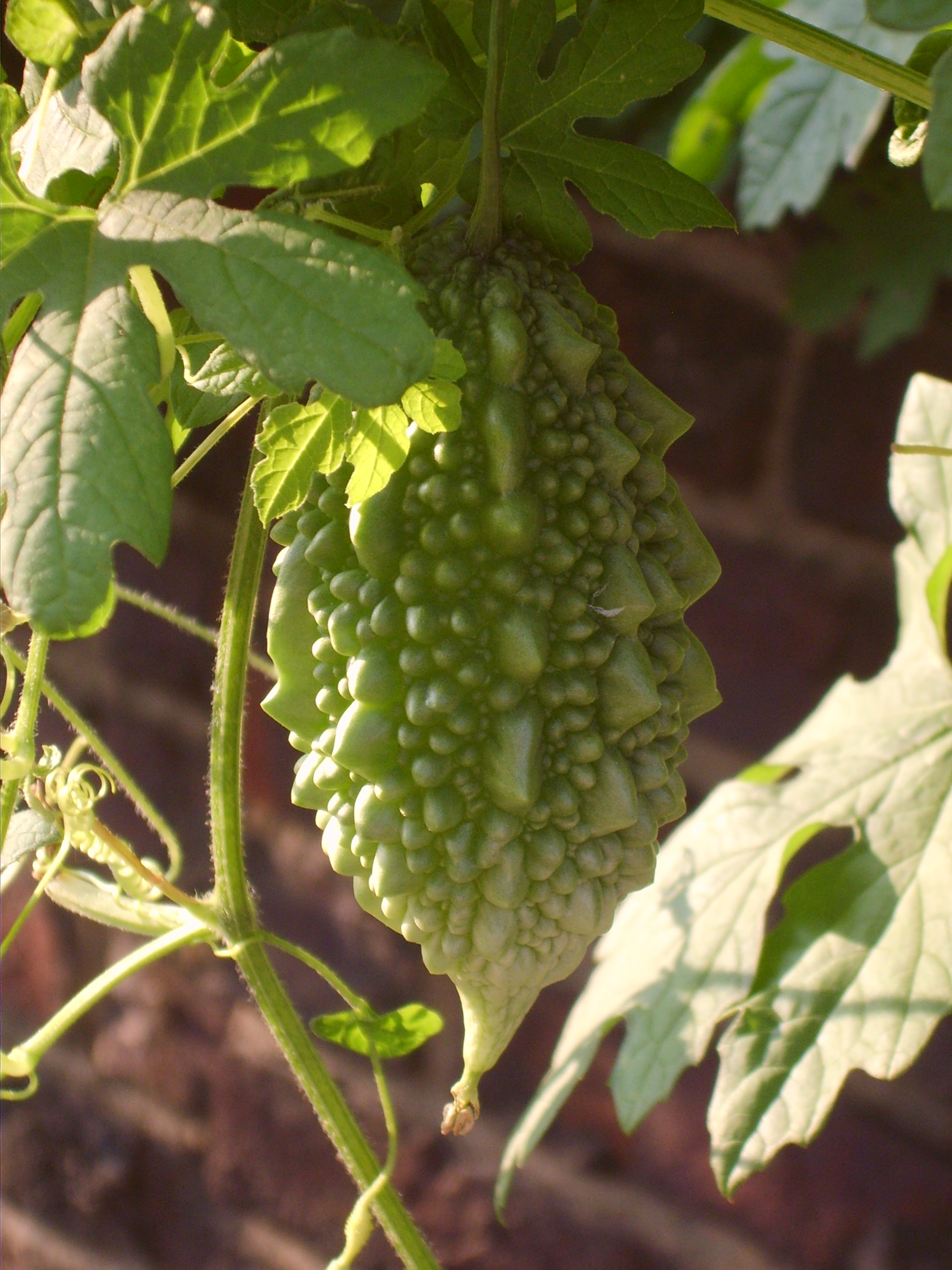
열매
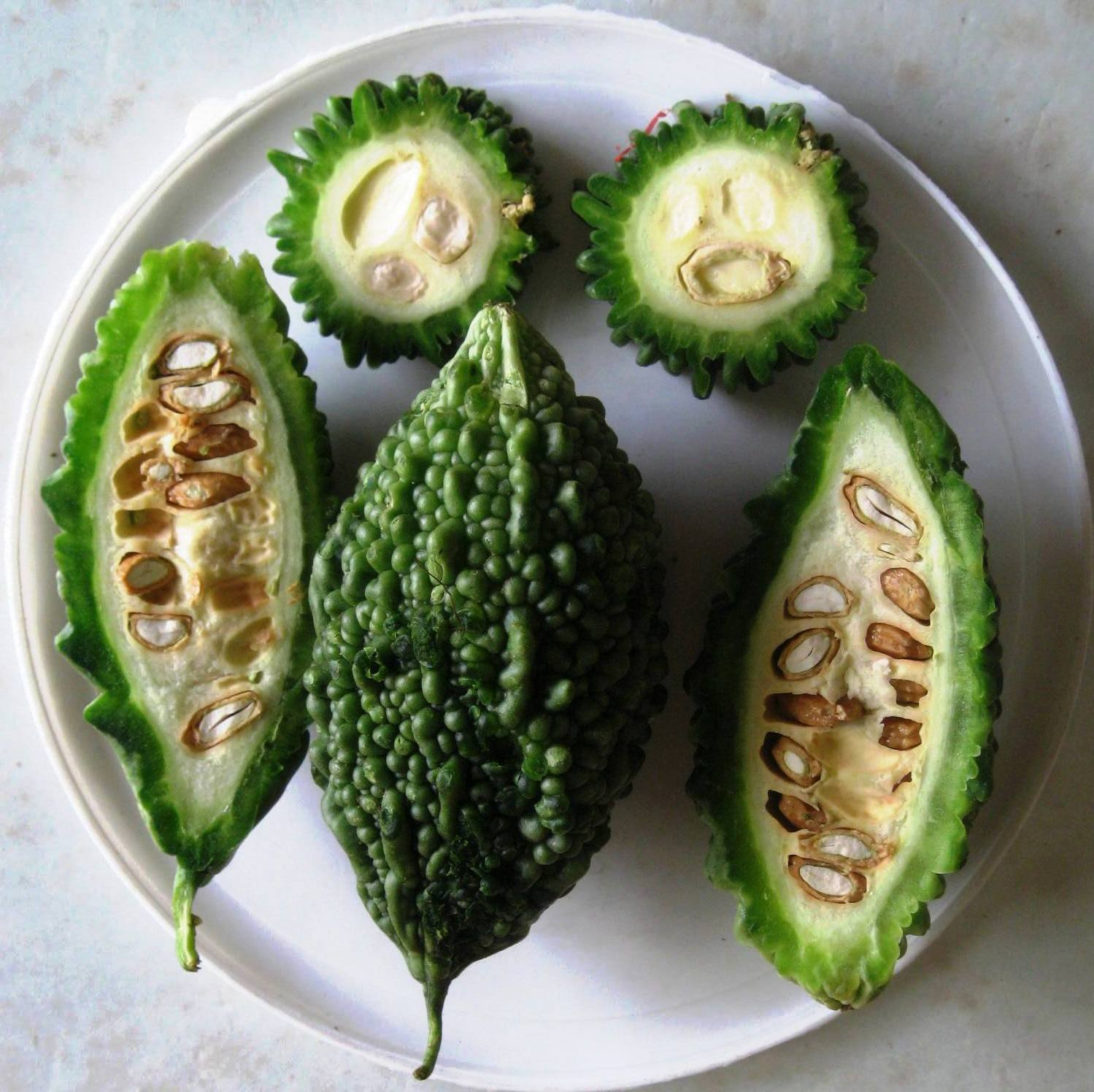
두 개의 반으로 갈라진 단면과 두 개의 단면이 있는 완전한 여주

## 참고 문헌
- 고경식; 김윤식 (1988). 《원색한국식물도감》. 아카데미서적.